# QuEChERS法
QuEChERS法（キャッチャーズほう）は、食品中の残留農薬を検査するための手法で、固相抽出を利用し、分析化学者にとってより簡便でより安価な簡素化された手法である。名称は「Quick（迅速）, Easy（簡単）, Cheap（安価）, Effective（効率的）, Rugged（頑健）, and Safe（安全）」から作られたかばん語である。

## 応用
QuEChERS法は、多くの残留農薬分析者によって受け入れられやすい。pH依存的化合物（例えばフェノキシアルカン酸類）を効率的に抽出するため、壊れやすい化合物（例えば塩基や酸に弱い農薬）の分解を最小するため、対象となるマトリクスの範囲を拡大するために、元のQuEChERS法に対するいくつかの修正が導入されている。
分析者は試料（果実、野菜、タバコ等）をブレンダー中でホモジナイズし、試薬と共に遠心チューブに入れ、1分間激しく撹拌する。使用される試薬は分析される試料の種類に依る。その後、試料は気-液クロマトグラフィーによる分析の前にクリーンアップカラムに通される。